# TT Quick
TT Quick fue una banda de heavy metal de Nueva Jersey, Estados Unidos, que se formó en 1979.

## Historia
En 1983 Jon Zazula dio inicio al sello Megaforce Records, incluyendo en él a TT Quick, junto a bandas famosas hoy en día como Metallica, Anthrax y Overkill, entre otras. La banda lanzó el EP "TT Quick" en 1984 mediante la subsidiaria de Megaforce, "Avalanche". Seguida a esta producción fue el LP Metal Of Honor, de 1986, álbum que fue alabado por la crítica especializada. En 1989 lanzan Sloppy Seconds bajo el sello "Halycon Records", seguido del directo Thrown Together Live de 1992. Luego de una ruptura de algunos años, en el 2000 lanzan Ink bajo el sello "Ocean".

## Músicos
Reconocido como un guitarrista virtuoso, Dave DiPietro fue uno de los mentores del reconocido Zakk Wylde y del guitarrista de Skid Row, Dave Sabo. En el 2009, el vocalista Mark Tornillo se unió a la banda alemana Accept. La banda contó entre sus filas al baterista de Twisted Sister A. J. Pero por un breve periodo de tiempo.

## Discografía

### Estudio
- TT Quick (EP) (1984) Avalanche/Megaforce
- Metal of Honor (1986) Megaforce
- Sloppy Seconds (1989) Halycon
- Ink (2000) Ocean

### Directo
- Thrown Together Live (1992) Halycon

## Alineación
- David DiPietro – guitarra 198? - Presente
- Walt Fortune – bajo 198? - Presente
- Mark Tornillo – voz 1979 - Presente
- A. J. Pero - batería 1987 - 1988
- Glenn Evans – batería 1983 - 1985
- Erik Ferro – batería 1985 - 1986, 1988 - Present
- Tom Capobianco - batería
- Dick Craig - batería 1979 - 1981
- Chris Goger - batería 1981-1983, 1986 - 1987
- Kurt Benson - bajo 1979 - 198?
- John Mollima - guitarra 1979 - 198?
- David Henry - guitarra 1979 -198?